# Philips Lisaert IV
Pieter Lisaert IV est un peintre flamand né à Anvers en 1590 où il est baptisé le 25 janvier 1590, mort dans la même ville vers 1630.

## Œuvres conservées dans des musées
- Strasbourg, Musée des beaux-arts : Le Triomphe du temps, huile sur bois [1].